# 縉城峰

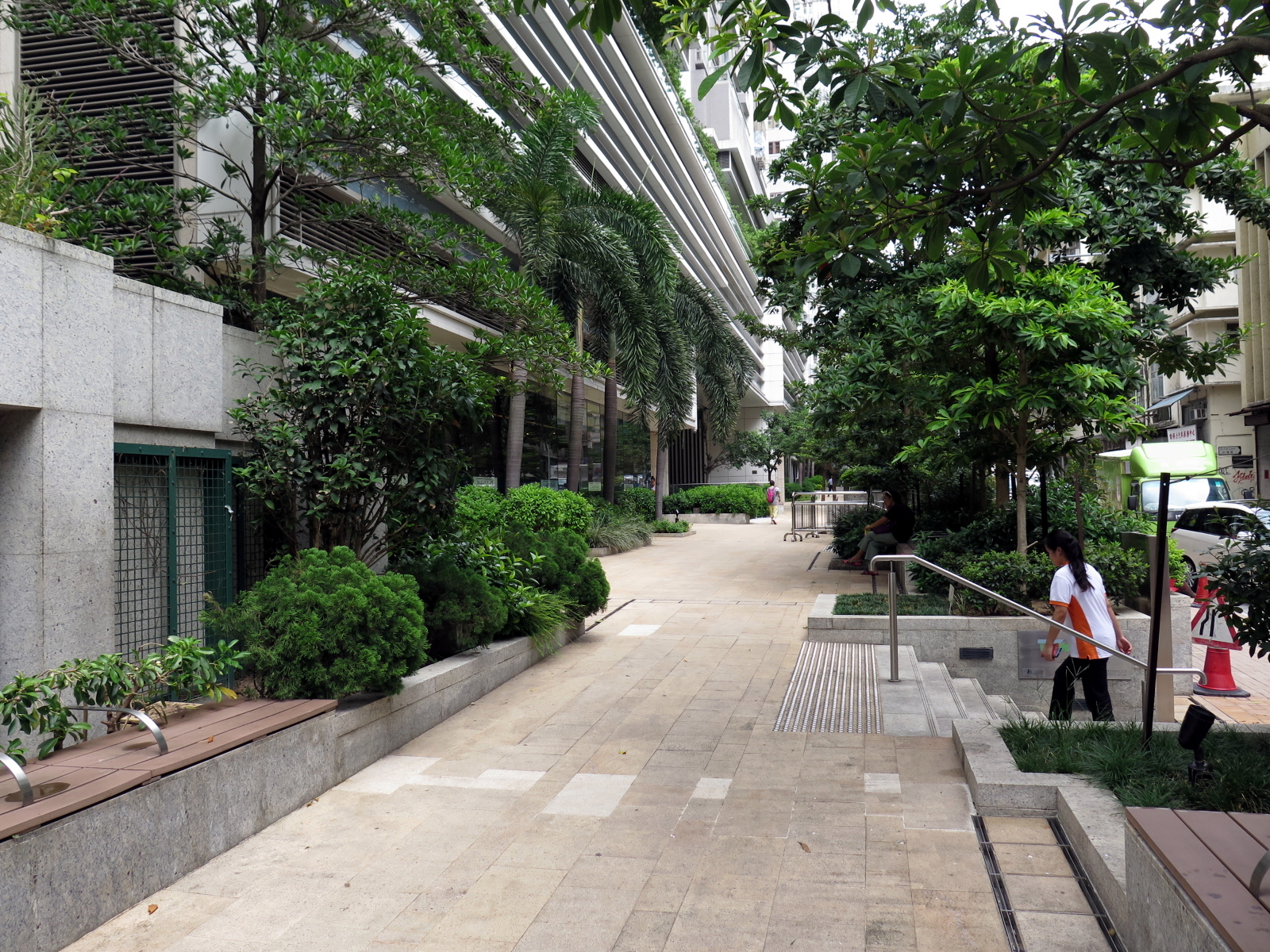
縉城峰地下為公共休憩空間

縉城峰（英語：Island Crest）為香港香港島中西區西營盤第一街8號的一個私人屋苑，屋苑位於於第一街、東邊街、第二街與正街之間，由嘉里建設及市區重建局共同發展，由周余石建築師事務所設計，亦為土地發展公司25個重建項目之一，於2009年10月落成。
屋苑共有2座，提供488個住宅單位，實用面積由341呎至2,249呎。

## 歷史
縉城峰前身為9幢建於1960年代或以前的唐樓，各樓高不超過六層，涉及293個業權。早於1999年，市區重建局前身土地發展公司已公佈「第一街／第二街」發展計劃圖，為土地發展公司25個重建項目之一，佔地約0.35公頃，當時已把該區指定為綜合發展區。
2002年，市區重建局以近6億完成收購，而約430個受影響家庭則安置於香港房屋協會的觀龍樓及香港房屋委員會的愛東邨。及後至2005年，市區重建局進行招標工作，合共有11間發展商入標競投，結果由嘉里建設中標。
另外由於重建關係，原有的街道（餘步里東、餘步里西、子同巷及泰來里）均納入項目，道路因而消失。

## 屋苑簡介
縉城峰由一零售商場（設於基座）及2幢37層高的住宅物業組成，而商場設於地下至2樓，另有兩個出入口，地下的出入口位於第一街，而2樓的則位於第二街。另外，由於政府的規定，物業需設有11,800平方呎的長者護理中心及約7,500平方呎的休憩用地。
地下至2樓更設有商場，基座樓高68呎，中間設高達16米綠化中庭，並設扶手電梯貫通第一街及第二街。2幢住宅共高37層，但則有50樓(不設13、14、24、34、40、42及44樓)。而29樓為隔火層及空中花園。住宅入口大堂樓高18呎，配以高級石材及流線型金屬緞帶。
屋苑共488個住宅單位，實用面積由341呎至2,249呎。屋苑均為1梯7伙，標準戶型實用面積為374至887尺，提供1至3房戶型，以2房及3房為主，另外提供少部分過千尺高層單位。屋苑絕大部分單位皆為明廁。
屋苑向北單位主要望向半山區一帶樓景及林景，高層單位望龍虎山山景。南部單位望中西區市景，高層單位望維港海景及對岸樓景。

## 屋苑設施
縉城峰會所及停車場設於基座，其中住客會所設在3樓、5至6樓，其設施包括室外游泳池、健身室、燒烤區、宴會廳等。而停車場設在地庫及地下，共102個車位。
所有樓宇均採用富士達提供的升降機。而屋苑的物業由嘉里建設管理。

## 教育
縉城峰小學校網為11。中學校網為中西區。屋苑距离香港大學10分鐘步距。
中西區11校網一共有16所小學，是傳統名校網之一。區內小學包括嘉諾撒聖心學校、聖士提反女子中學附屬小學、般咸道官立小學、中西區聖安多尼學校及聖公會聖彼得小學等；中學則有聖保羅男女中學、聖保羅書院、聖士提反女子中學、英皇書院、英華女學校、聖若瑟書院及高主教書院等。
國際學校包括己連拿小學 (ESF)、堅尼地小學 (ESF)、山頂小學 (ESF)、香港猶太教國際學校、德瑞國際學校、港灣學校等。

## 生活配套
縉城峰樓下有超級市場，屋苑對面有正街街市和西營盤街市。屋苑西面一帶是SOHO West。
屋苑約10分鐘可抵達贊育醫院、東華醫院和菲臘牙科醫院，其中東華醫院是港島西聯網中的第二大醫院。
屋苑自設空中花園和平台花園外。屋苑附近有香港佐治五世紀念公園，內含足球場、籃球場、兒童遊樂場等。距離中山紀念公園約9分鐘步距。

## 交通
屋苑距港鐵西營盤站約2分鐘步程，去中環及銅鑼湾約需5及11分鐘。屋苑距離香港大學約10分鐘步距。
此外，經西區海底隧道可達九龍尖沙咀、香港國際機場等地。

## 爭議
發展商宣傳該物業位於西半山，然而事實上該項目位於西營盤第一街，距離一般人認知中的西半山外圍般咸道相隔了三條街，故此被中西區區議員投訴誤導。

## 附近物業
- 雅賢軒
- 東詳大廈
- 富裕大廈
- 福滿大廈
- 菲臘牙科醫院
- 正街街市
- 西營盤街市